# Polen op het Eurovisiesongfestival 2010

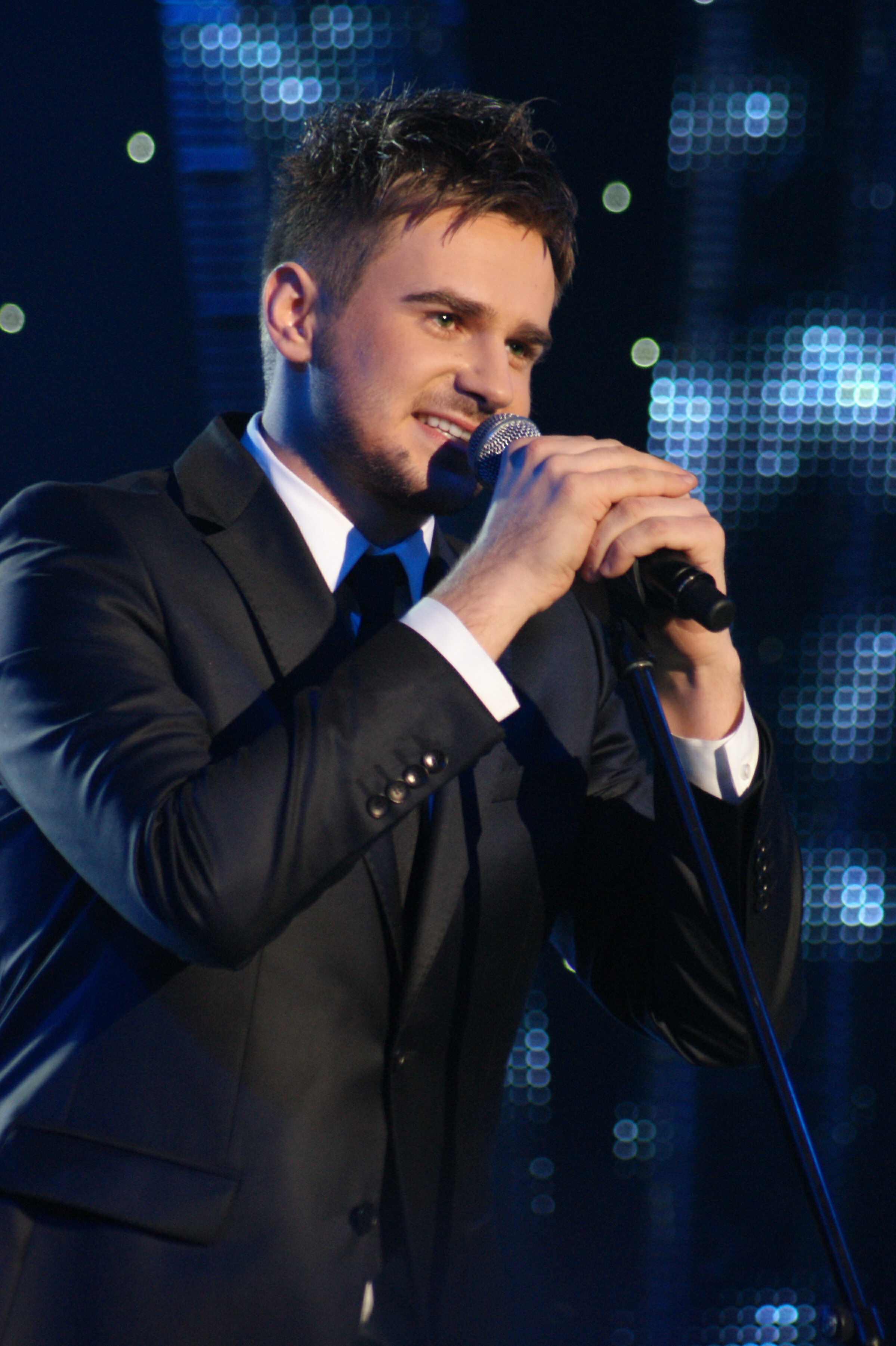
Marcin Mroziński tijdens Krajowe Eliminacje 2010.

Polen nam deel aan het Eurovisiesongfestival 2010 in Oslo, Noorwegen. Het was de 15de deelname van het land op het Eurovisiesongfestival. De selectie verliep via Krajowe Eliminacje 2010, op 14 februari 2010. TVP was verantwoordelijk voor de Poolse bijdrage voor de editie van 2010.

## Krajowe Eliminacje 2010
De Poolse zender TVP hield een nationale finale op 14 februari 2010  in Warschau. Er waren 10 artiesten in de race voor een ticket naar het Eurovisiesongfestival 2010. De selectieprocedure was iets anders dan in de voorgaande jaren: de professionele jury had plaatsgemaakt voor 100% televoting. Ook mochten er alleen artiesten deelnemen die in Polen geboren waren, en elk lied moest in het Pools worden gezongen. Op 25 november 2009 werden de deelnemende artiesten en hun liedjes bekendgemaakt door de Poolse omroep.
De winnaar van de show werd Marcin Mroziński met het lied  "Legenda". Hij kreeg 33,61% van de stemmen. Anna Cyzon werd tweede met 15,13% van de stemmen en Iwona Węgrowska werd derde met  14,94%.
| #  | Artiest          | Song                      | Televote | Plaats |
| -- | ---------------- | ------------------------- | -------- | ------ |
| 1  | Leszcze          | "Weekend"                 | 8.44%    | 5      |
| 2  | Dziewczyny       | "Cash Box"                | 1.92%    | 10     |
| 3  | Iwona Węgrowska  | "Uwięziona"               | 14.94%   | 3      |
| 4  | Marcin Mroziński | "Legenda"                 | 33.61%   | 1      |
| 5  | Aneta Figiel     | "Myśl o tobie"            | 9.06%    | 4      |
| 6  | Nefer            | "Chciałem zostać sam!"    | 5.97%    | 6      |
| 7  | ZoSia            | "To, co czuję (Jak ptak)" | 3.04%    | 9      |
| 8  | Anna Cyzon       | "Love Me"                 | 15.13%   | 2      |
| 9  | Sonic Lake       | "There Is a Way"          | 3.44%    | 8      |
| 10 | VIR              | "Sunrise"                 | 4.45%    | 7      |

1994 · 1995 · 1996 · 1997 · 1998 · 1999 · 2000 · 2001 · 2002 · 2003 · 2004 · 2005 · 2006 · 2007 · 2008 · 2009 · 2010 · 2011 · 2012-2013 · 2014 · 2015 · 2016 · 2017 · 2018 · 2019 · 2020 · 2021 · 2022 · 2023 · 2024 · 2025
Albanië · Armenië · Azerbeidzjan · België · Bosnië en Herzegovina · Bulgarije · Cyprus · Denemarken · Duitsland · Estland · Finland · Frankrijk · Georgië · Griekenland · Ierland · IJsland · Israël · Kroatië · Letland · Litouwen · Macedonië · Malta · Moldavië · Nederland · Noorwegen · Oekraïne · Polen · Portugal · Roemenië · Rusland · Servië · Slovenië · Slowakije · Spanje · Turkije · Verenigd Koninkrijk · Wit-Rusland · Zweden · Zwitserland